# Prva Liga 1923
In Prva Liga 1923 werd het allereerste seizoen gespeeld van de Prva Liga, de hoogste voetbalklasse van Joegoslavië. Het toernooi telde 6 deelnemende teams, die in een soort knock-out-competitie tegen elkaar uitkwamen. Građanski Zagreb werd de eerste kampioen, door in de finale FK Famos SAŠK Napredak te verslaan.

## Deelnemend clubs
- Jugoslavija Beograd
- FK Famos SAŠK Napredak
- ND Ilirija 1911
- FK Bačka 1901
- HNK Hajduk Split
- Građanski Zagreb

## Kwartfinale
| Wedstrijden | Datum      | Thuisteam              | Score | Uitteam          |
| ----------- | ---------- | ---------------------- | ----- | ---------------- |
| 1           | 02.09.1923 | Jugoslavija Beograd    | 2–1   | FK Bačka 1901    |
| 2           | 02.09.1923 | FK Famos SAŠK Napredak | 4–3   | HNK Hajduk Split |
| 3           | 02.09.1923 | ND Ilirija 1911        | 1–2   | Građanski Zagreb |

## Halve finale
| Wedstrijden           | Datum      | Thuisteam              | Score | Uitteam             |
| --------------------- | ---------- | ---------------------- | ----- | ------------------- |
| 1                     | 23.09.1923 | FK Famos SAŠK Napredak | 4–3   | Jugoslavija Beograd |
| Građanski Zagreb, bye |            |                        |       |                     |

## Finale
| Wedstrijd    | Datum      | Thuisteam        | Score | Uitteam                |
| ------------ | ---------- | ---------------- | ----- | ---------------------- |
| 1            | 30.09.1923 | Građanski Zagreb | 1–1   | FK Famos SAŠK Napredak |
| 2. Herhaling | 01.10.1923 | Građanski Zagreb | 4–2   | FK Famos SAŠK Napredak |

## Topscorer van het toernooi
- Dragan Jovanović scoorde 4 doelpunten.

1923 · 1924 · 1925 · 1926 · 1927 · 1928 · 1929 · 1930 ·  1931 · 1932 · 1933 · 1934/35 · 1935/36 ·  1936/37 · 1937/38 · 1938/39 · 1939/40 · 1940/41 ·  1941/42 · 1942/43 · 1943/44 · 1944/45 · 1945 · 1946/47 · 1947/48 · 1948/49 ·  1950 · 1951 · 1952 ·  1952/53 · 1953/54 · 1954/55 · 1955/56 · 1956/57 · 1957/58 · 1958/59 · 1959/60 · 1960/61 · 1961/62 · 1962/63 · 1963/64 · 1964/65 · 1965/66 · 1966/67 · 1967/68 · 1968/69 · 1969/70 · 1970/71 · 1971/72 · 1972/73 · 1973/74 · 1974/75 · 1975/76 · 1976/77 · 1977/78 · 1978/79 · 1979/80 · 1980/81 · 1981/82 · 1982/83 · 1983/84 · 1984/85 · 1985/86 · 1986/87 · 1987/88 · 1988/89 · 1989/90 · 1990/91 · 1991/92